# Ambasada Słowenii w Warszawie
Ambasada Republiki Słowenii w Warszawie (słoweń. Veleposlaništvo Slovenije na Poljskem) – słoweńska placówka dyplomatyczna mieszcząca się w Warszawie przy al. Chrystiana Szucha 19.
Do czasu uzyskania przez Słowenię niepodległości kontakty z Polską utrzymywano w ramach kontaktów Polski z Jugosławią. Stosunki dyplomatyczne ze Słowenią nawiązano w 1992.

## Siedziba
Od początku siedziba ambasady mieściła się przy ul. Starościńskiej 1. Od 2019 ma ona siedzibę w biurowcu Szucha Premium Offices przy al. Jana Chrystiana Szucha 19.

## Ambasadorowie
- 1995–1999 – Bojan Grobovšek[4]
- 1999–2003 – Zvone Dragan
- 2004 – Božo Cerar
- 2005–2009 – Jožef Drofenik
- 2009–2014 – Marjan Šetinc
- 2014–2018 – Robert Krmelj
- 2018–2022 – Božena Forštnarič Boroje
- od 2022 – Bojan Pograjc